# 李東憲 (跆拳道運動員)
李東憲（1986年12月8日—），為一名出生臺灣的中華人民共和國籍跆拳道運動員，生於臺南市。畢業於遠東科技大學工商管理系。長期在中国大陆工作，2024年在中國大陸設立戶籍，2025年1月23日被中華民國政府依《兩岸人民關係條例》第9-1條之規定，註銷其台灣戶籍，廢止其中華民國護照。

## 生平
李東憲出生於台南，家裡曾長期經營檳榔店販售檳榔，自稱高祖父李清吉是台南竹头崎玉山村抗日人物，大學時期接觸到手抄本馬列著作和中國近現代史，思想開始發生轉變。早期在台灣從事跆拳道教練。2012年因商務到中國大陸工作，2013年起多次到中國大陸參加跆拳道比賽。
2016年加入台灣中華青年發展聯合會。
2017年6月，參加河南省鄭州市“中一智库”論壇。2017年於馬來西亞ICTO世界俱樂部跆拳道組織大賽獲得品勢銅牌後，與中國大陸組團參賽人員拿著中華人民共和國國旗上台領獎合影。
2018年在日本大阪第16屆ICTO國際跆拳道錦標賽領隊獲第三名、2019年在海南第17屆ICTO國際跆拳道錦標賽參賽，該代表隊獲得了7金、11銀、10銅的成績，自備五星紅旗合影。
2021年在廈門創業建立跆拳道基地，9月在廈門與近20名台胞自發組成志願者服務隊，協助進行抗疫行動、核酸檢測。
2023年5月14日以個人名義參加2023韓國全羅北道亞太大師賽（Asia Pacific Masters Games,APMG）跆拳道賽事獲銅牌，上台時再度亮出中華人民共和國國旗。
此間，媒體報道指他已於2022年7月1日加入中國共產黨。
行政院長陳建仁當時表示，要求相關部會清查厘清李東憲是否為中共黨員、有無在台灣發展組織。
其後，他接受《環球時報》訪問，澄清不曾入黨，網上流傳的入黨宣誓照片，是在課程上體驗儀式。
2024年10月21日，在中國大陸設立戶籍。2025年1月23日，中華民國大陸委員會在例行記者會上宣布，主管機關廢止其台灣地區戶籍，其身分今後依法視為中國大陸民眾。他就此受訪說，「雖然沒有台灣護照，但大陸護照也很好用」，可以進入聯合國等地。